# Zārchī
Zārchī (persiska: زارچی, Deh Zārchī) är en ort i Iran.   Den ligger i provinsen Kerman, i den sydöstra delen av landet, 900 km sydost om huvudstaden Teheran. Zārchī ligger 2 501 meter över havet och antalet invånare är 118.
Terrängen runt Zārchī är huvudsakligen kuperad, men den allra närmaste omgivningen är platt. Runt Zārchī är det glesbefolkat, med 12 invånare per kvadratkilometer. Närmaste större samhälle är Bāft, 12,1 km söder om Zārchī. Trakten runt Zārchī består i huvudsak av gräsmarker.